# Verso libre
Verso libre (spanisch „freier Vers“; Plural versos libres) ist in der spanischen Literatur und in der spanischsprachigen Literatur Lateinamerikas die Bezeichnung für freie Verse, also Verse, die weder metrisch geregelt sind noch Reimbindung aufweisen und typischerweise auch nicht in regelmäßige Strophen gegliedert sind.
Zu unterscheiden ist er von dem reimlosen, ab dem 17. Jahrhundert auftretenden, dem italienischen verso sciolto entsprechenden Vers, für den besser der Begriff verso suelto oder verso blanco verwendet wird.
Im lateinamerikanischen Modernismo wurde mit dem verso libre experimentiert (José Martí Versos libres 1913, erst postum veröffentlicht).
Als erstes bedeutendes Werk der spanischen Dichtung in freien Versen gilt Diario de un poeta recién casado („Tagebuch eines jungverheirateten Dichters“, 1917) von Juan Ramón Jiménez. 
Eine wichtige Rolle spielte der versolibrismo auch in den Arbeiten der Generación del 27 in der Zeit nach 1927. 